# Nada, vrni se!
Nada, vrni se! (1988) je roman slovenskega pisatelja Ferda Godine o življenju malih kmetov v rodnem Prekmurju. Kritičen je bil do družbene in moralne razdvojenosti ljudi.

## Vsebina
Mirko Kreslin, ki dela v Iraku, v pismu ženi Nadi v domačo vas Orlovšček grozi z življenjem njej in njenemu ljubimcu Rudiju. Ob prihodu domov se je res spravil nadnjo, Nada je s pomočjo vaščanov komaj pobegnila oblastnemu in nasilnemu možu. Zatekla se je v skromno hišo svoje babice, kjer je bivala tudi njena ločena sestra Sonja. Bila je poročena z alkoholikom, ki je z njo fizično obračunaval. Imela sta hčeri Tatjano in Zdenko. Zadnjih osem let se je dobivala s Frčakom. Z njim si je želela resno zvezo, on pa se je venomer izgovarjal na zapleteno situacijo z nekdanjo ženo. Z manjšimi darili je podkupoval Sonjo, njeni hčeri in babico, saj so bile v težkem finančnem položaju, Sonja pa je s svojo tovarniško plačo komaj vse preživljala. Trpeča Dominkova dekleta skozi generacije niso imela sreče. Edini, ki mu je uspelo v življenju, je bil Nadin in Sonjin brat Danijel, ki se je izšolal za novinarja, živel v mestu in se dobro poročil.
Nada se je zaradi želje po tem, da bi videla ljubljena otroka Angelco in Bojana, s pomočjo Treze, Mirkove tete, vrnila domov, a vzdušje doma je bilo precej napeto. Zatekala se je k delu na kmetiji, zaradi česar so jo vsi občudovali, saj je z napredno mehanizacijo, ki jo je financiral Mirko z denarjem iz Iraka, mnogim v vasi pomagala pri kmečkih opravilih, ki jih je postorila bolje od marsikaterega moškega v vasi. Mirko se je vrnil v Irak in osamljena Nada je zopet ostala doma z otrokoma. Tolažbo je iskala v alkoholu.
Viktor, ki je pred dvema letoma ovdovel in ostal sam s hčerjo, v pismu Sonji predlaga zakon. Sonji je ponudba godila, saj jo je to navdajalo z upanjem za varnost. Pustila je Frčaka, Viktor pa se je preselil k njej. Pustil je službo v tovarni in se posvetil obrtniškemu poslu.
Ko so se končno Sonji obetali malo lepši časi, pa je nesreča doletela Nado. Od Mirka iz Iraka ni dobila nobenega pisma ali denarja, po vasi pa se je govorilo, da ji je nezvest s kuharico. Nadi je naročil, naj ga pride iskat v Zagreb na letališče. Mirko ji je na poti domov priznal nezvestobo in namero, da se bo s kuharico Mirijam poročil. Nada tega ni mirno sprejela, zakonca sta se prepirala. Odpeljala se je s kolesom in se namerno zapeljala pred avto. Komaj je preživela, imela je hude notranje krvavitve in zlomljeno nogo. Mirko se je pokesal za vse, kar ji je storil, jo rotil, naj se vrne in jo moledoval za odpuščanje.

## O romanu
- Jože Vugrinec.  Ferdo Godina, Nada, vrni se.  Sodobnost 6/7 (1963).  708–709.
- Črt Močivnik. Podobe tujega in drugačnega v literaturi Ferda Godine: Diplomsko delo. Maribor: [FF UM], 2010.